# 침해범
침해범(侵害犯)이란 보호법익에 대한 현실적이고 구체적인 침해가 있어야 구성요건이 충족되어 기수가 되는 범죄를 말한다. 일반적으로 범죄는 기본적으로 법익이 침해되었을 때 기수가 되는 침해범이 원칙적인 범죄형태가 된다.

## 같이 보기
- 위험범
- 거동범
- 결과범

## 참고 문헌
손동권, 『체계적 형법연습』, 율곡출판사, 2005. (ISBN 8985177915)